# A. Huhnstock
A. Huhnstock (* vor 1778; † nach 1806) ist die Künstlersignatur des gleichnamigen Büchsenmachers, der sich ab dem Ende des 18. Jahrhunderts in Hannover nachweisen lässt. Er verfügte zwar nicht über den offiziellen Titel als „Hoflieferant“, war aber der „Favorit“ für die Herstellung von Handfeuerwaffen für den persönlichen Gebrauch der Welfen um die königliche Familie um König Georg III. von Königreich Großbritannien und Irland, dem Prince of Wales und späteren König Georg IV. sowie Adolph-Friedrich, Herzog von Cambridge.

## Leben
Über die Jugend Huhnstocks ist wenig bekannt. Er wirkte zur Zeit des Kurfürstentums Braunschweig-Lüneburg („Kurhannover“) während der Personalunion zwischen Großbritannien und Hannover. 1778 war er Ansprechpartner hinsichtlich der Vermietung einer Etagenwohnung am Steintor von Hannover.
1791 wurde er als „Lademeister“ des Schmiedeamtes der Altstadt Hannovers verzeichnet.
1794 bis 1798 war Huhnstock Meister für den Lehrling Heinrich Ludwig Grote, den er zum Gesellen ausbildete.
1798 wohnte Huhnstock „vor dem Steintor“.
Ende 1806 verzeichnete das Neue Hannöversche Magazin in einer Übersicht der Armenpflege des allgemeinen Armenkollegiums den „Rustmeister Huhnstock“ als einen von 16 Mitgliedern der Armenväter allein für den Distrikt Leinstraße.

## Bekannte Werke
- Verschiedene Pistolen Huhnstocks fanden sich Anfang des 20. Jahrhunderts in der Waffensammlung von König Eduard VII. auf Schloss Windsor.[1]
- 1992 war eine Steinschloss-Doppelbüchse von A. Huhnstock während einer von der Stadt Bad Arolsen mit dem Museumsverein Arolsen veranstalteten Ausstellung in Zusammenarbeit mit dem Land Hessen und dem Landkreis Waldeck-Frankenberg katalogisiert.[5]